# Ківерці (гміна)

## Під владою Польщі
Ґміна Ківерці — історична адміністративно-територіальна одиниця Луцького повіту Волинського воєводства міжвоєнної Польщі. Адміністративний центр — село Княгининок.
Ґміна утворена 1 квітня 1930 р. передачею:
- із ґміни Піддубці — селища Ківерці, сіл: Ківерці, Вишків, Липляни і Теремно та колоній: Попівка, Хвойка, Болоха, Юзефин, Гуща, Колишанка, Липляни, Вишнів, Діброва і Вертепи;
- із ґміни Рожище — сіл: Озерце, Небіжка, Дубовичі, Жабка, Клепачів, Кульчин, Жидичин, Сапогове і Солтиси та колоній: Липовець, Железниця і Смолярня;
- із ґміни Тростянець — селища Ківерці, сіл: Сокиричі, Озеро, Вілька, Бодячів, Звози, Стара Чольниця, Нова Чольниця і Гавчиці та колоній: Пляшеве, Комарівка, Корма, Рафалівка, Миколаївка, Олександрівка, Березовий Груд і Германівка.

Польською окупаційною владою на території ґміни інтенсивно велася державна програма будівництва польських колоній і заселення поляками. На 1936 рік ґміна складалася з 32 громад:
1. Бодячів — село: Бодячів;
2. Болоха — колонії: Болоха, Гуща, Юзефин і Колисанка;
3. Чолниця Стара — село: Чолниця Стара;
4. Чолниця Нова — село: Чолниця Нова;
5. Дідовичі — село: Дідовичі;
6. Гавчиці — село: Гавчиці;
7. Германівка — колонія: Германівка;
8. Озерце — село: Озерце;
9. Озерце — село: Озеро;
10. Юляна — колонія: Юляна;
11. Ківерці I — селище: Ківерці I;
12. Ківерці II — селище: Ківерці II;
13. Ківерці — село: Ківерці;
14. Клепачів — село: Клепачів;
15. Комарівка — колонія: Комарівка;
16. Кульчин — село: Кульчин;
17. Липляни — село: Липляни та колонія: Липляни;
18. Липівець — колонія: Липівець;
19. Небіжка — село: Небіжка;
20. Пляшеве — колонія: Пляшеве;
21. Підлісся — колонія: Підлісся;
22. Рафалівка — колонії: Рафалівка, Олександрівка, Березовий Город і Миколаївка;
23. Сапогове — село: Сапогове;
24. Сокиричі — село: Сокиричі;
25. Солтиси — село: Солтиси;
26. Звози — село: Звози;
27. Вишнів — колонії: Вишнів, Діброва і Вертепи;
28. Вілька — село: Вілька;
29. Вишків — село: Вишків;
30. Жабка — село: Жабка;
31. Железниця — колонії: Железниця і Смолярня;
32. Жидичин — село: Жидичин.

Після радянської анексії західноукраїнських земель ґміна ліквідована у зв'язку з утворенням Ківерцівського району.